# Il caporale Sam
Il caporale Sam è un film comico del 1952 diretto da Norman Taurog ed interpretato dal duo Dean Martin e Jerry Lewis

## Trama
Hap Smith è un attore e viene chiamato dal soldato Chick Allen, suo amico, perché lo aiuti a allestire uno spettacolo di paracadutisti in un campo di addestramento. Grazie ai documenti prestatigli dal soldato Dogface Dolan, Hap deve spacciarsi per aviatore, fare un solo spettacolo ed andarsene. Estraneo all'ambiente, va incontro a una serie di goffaggini ed equivoci che rischiano di portarlo alla corte marziale quando il suo soggiorno al campo si prolunga: lo spettacolo infatti ha avuto un tale successo che vengono previste delle repliche e gli altri aviatori costringono l'attore a rimanere perché non si scopra che un civile ha preso il posto di un militare. Alcune gaffes portano paradossalmente a far credere che Hap sia un bravo soldato, tanto che il sergente lo promuove caporale. Alle grandi manovre è costretto a comandare un'azione di pattuglia e, senza volerlo, fa vincere la sua squadra. Lo scambio di persona viene alla fine svelato ma Hap non viene punito, anzi il generale lo invita ad arruolarsi tra gli aviatori per la sua bravura.

## Produzione
Il duo comico costituito da Dean Martin e Jerry Lewis fu protagonista di sedici film (molti dei quali di ambiente militare) tra il 1946 e il 1956, anno in cui i due decisero di separare le loro carriere. Il caporale Sam fu girato fra il dicembre 1951 e il gennaio 1952 presso il centro di addestramento della United States Army Infantry School di Fort Benning in Georgia, con la collaborazione dell'aviazione militare statunitense. 
La sceneggiatura era stata scritta durante la seconda guerra mondiale e destinata dapprima a Bob Hope, poi a Danny Kaye. Entrambi rifiutarono dichiarando di aver già interpretato numerose pellicole di ambiente militare; nel frattempo la fine del conflitto aveva fatto sì che questo tipo di sceneggiature perdessero di attualità. Tuttavia, grazie al successo crescente della coppia Martin-Lewis, la Paramount decise di attualizzare il copione affidandolo a Herbert Baker, sceneggiatore che poi continuò a lavorare con i due per molti altri film, oltre a scrivere per il solo Martin le puntate dello show televisivo The Dean Martin Show e le sceneggiature di tre dei suoi film della serie Matt Helm. All'uscita nelle sale statunitensi, il film fu oggetto di apprezzamenti da parte delle autorità militari per il suo "contributo a tenere alto il morale delle truppe sotto il servizio di leva".